# 楊金欉
楊金欉（1923年11月27日—1990年4月6日），台灣電力專家及重要行政官員。曾任臺灣省政府建設廳廳長、高雄市長、臺北市長、總統府國策顧問。

## 家庭
- 胞弟：楊中保、楊清文

- 妻楊阿鳳，育有三子二女
  - 長子楊育民，曾任羅氏藥廠全球技術營運總裁，現任行政院生物科技策略委員會會員，有生物科技界張忠謀之稱。
  - 次子楊育正，曾任馬偕紀念醫院院長。
  - 三子楊育程
  - 長女楊美玉
  - 次女楊美瑞